# Parsonsia scabra
Parsonsia scabra är en oleanderväxtart som först beskrevs av Jacques-Julien Houtou de La Billardière, och fick sitt nu gällande namn av André Guillaumin. Parsonsia scabra ingår i släktet Parsonsia och familjen oleanderväxter. Inga underarter finns listade i Catalogue of Life.